# Астероид Сити
„Астероид Сити“ (на английски: Asteroid City) е американска научнофантастична романтична трагикомедия от 2023 г. на режисьора Уес Андерсън. Във филма участват Джейсън Шуорцман, Скарлет Йохансон, Том Ханкс, Джефри Райт, Тилда Суинтън, Брайън Кранстън, Едуард Нортън, Ейдриън Броуди, Лийв Шрайбър, Хоуп Дейвис, Стив Парк, Рупърт Френд, Мая Хоук, Стийв Карел, Мат Дилън, Хонг Чау, Уилем Дефо, Марго Роби, Тони Револвори, Джейк Райън и Джеф Голдблум.

## Актьорски състав
- Джейсън Шуорцман[1]
- Скарлет Йохансон[2]
- Том Ханкс[3]
- Джефри Райт[4]
- Тилда Суинтън[5]
- Брайън Кранстън[4]
- Едуард Нортън[6]
- Ейдриън Броуди[7]
- Лийв Шрайбър[4]
- Хоуп Дейвис[4]
- Стив Парк[8]
- Рупърт Френд[1]
- Мая Хоук[9]
- Стийв Карел[6]
- Мат Дилън[10]
- Хонг Чау[6]
- Уилем Дефо[6]
- Марго Роби[11]
- Тони Револвори[12]
- Джейк Райън[13]
- Джеф Голдблум[4]
- София Лилис[14]
- Фишър Стивънс[15]
- Итън Джош Лий[16]
- Грейс Едуардс[6]
- Аристу Мийхън[6]
- Рита Уилсън[6]
- Джарвис Кукър[17]
- Боб Балабан[18]

## Премиера
Премиерата на „Астероид Сити“ се състои на 76-ия филмов фестивал „Кан“ на 23 май 2023 г., Филмът излиза с ограничено разпространение в Съединените щати на 16 юни 2023 г. – в Ню Йорк Сити и Лос Анджелис, а седмица по-късно получава широко разпространение.